# Hercule (bier)
Hercule is een Belgisch bier van hoge gisting.
Het bier wordt gebrouwen in Brasserie des Légendes te Elzele.
Het is een zwart bier, type stout met een alcoholpercentage van 9%.
De naam is ontleend aan het personage Hercule Poirot over wie in Elzele wordt beweerd dat hij er is geboren.